# Cayratia oligocarpa
Cayratia oligocarpa là một loài thực vật hai lá mầm trong họ Nho. Loài này được (H.Lév. & Vaniot) Gagnep. miêu tả khoa học đầu tiên năm 1911.